# Điện gió Phú Lạc
Điện gió Phú Lạc là nhà máy điện gió đặt tại vùng đất thuộc thôn Lạc Trị, xã Phú Lạc, huyện Tuy Phong, tỉnh Bình Thuận, Việt Nam.

## Nhà máy điện gió Phú Lạc
Nhà máy điện gió Phú Lạc có diện tích khảo sát là 400 ha. Tổng công suất của nhà máy điện gió là 50 MW (bao gồm 2 giai đoạn). Công nghệ tuabin: V100 – 2.0 của hãng Vestas (Đan Mạch). Đường kính tuabin là 100m. Chiều cao tuabin là 95m. Công suất tuabin là 2.000 kW:
- Giai đoạn 1 của dự án xây dựng nhà máy có công suất lắp máy 24 MW có 12 tua-bin với công suất 2 MW/tua-bin[6]. Với tổng mức đầu tư 1.089 tỷ đồng (nguồn vốn vay: Ngân hàng Tái Thiết Đức (KfW): 35 triệu EUR) sản lượng điện hàng năm trên 59 triệu kWh, khởi công ngày 27/7/2015, đã hoàn thành ngày 19/9/2016[3].
- Giai đoạn 2 sẽ mở rộng nhà máy, nâng công suất lắp máy lên 26 MW. Có công suất 25,2 MW, gồm 6 tua bin công suất 4,2 MW, diện tích sử dụng đất có thời hạn 8,29 ha, tổng mức đầu tư khoảng 1.020 tỷ đồng, sản lượng điện hàng năm khoảng 84,7 triệu Kwh.[7] Hoàn thành, phát điện vào tháng 10 năm 2021.[8]

## Nhà máy điện Mặt trời Phú Lạc
Vị trí: Thôn Lạc Trị, xã Phú Lạc, huyện Tuy Phong, tỉnh Bình Thuận. Diện tích khảo sát: 400 ha. Dự kiến công suất là 150 MW được chia thành 3 giai đoạn:
- Giai đoạn I: 50 MW
- Giai đoạn II: 50 MW
- Giai đoạn III: 50 MW.

## Công trình liên quan
Sau dự án Nhà máy điện gió Phú Lạc giai đoạn 1 Công ty Cổ phần Phong điện Thuận Bình sẽ tiếp tục triển khai đầu tư các dự án điện gió kết hợp cùng với dự án điện mặt trời như:
- Dự án điện gió và điện mặt trời Phú Lạc giai đoạn 2 với 126 MW
- Dự án Lợi Hải với 120 MW
- Dự án Vĩnh Hảo với 60 MW
- Dự án Ea H'Leo với 350 MW
- Dự án Kông Chro với 400 MW.

Cùng ở huyện Tuy Phong có Điện gió Tuy Phong 11°13′10″B 108°40′18″Đ / 11,219514°B 108,671737°Đ đặt tại xã Bình Thạnh huyện Tuy Phong, tháng 04/2012 đã hoàn thành giai đoạn 1 dự án với tổng công suất lắp máy 30 MW. Toàn bộ dự án có 80 tua-bin với tổng công suất lắp máy 120 MW.